# Neonesidea tenera
Neonesidea tenera is een mosselkreeftjessoort uit de familie van de Bairdiidae. De wetenschappelijke naam van de soort is voor het eerst geldig gepubliceerd in 1886 door Brady.